# Король без развлечений
Король без развлечений (фр. Un roi sans divertissement) — роман Жана Жионо, выпущенный издательством Галлимар в 1947 году.

## Сюжет
Название взято из моральной сентенции Паскаля: «Король без развлечений — несчастнейший из людей» (un roi sans divertissement est un homme plein de misères).
Действие происходит в альпийской долине Триев, в 60—70 км к югу от Гренобля, в 1843—1848 годах.
Зимой 1843 года в деревне Авер пропадает 20-летняя девушка Мари Шазотт, а через некоторое время неизвестный пытается похитить юношу того же возраста, терпит неудачу и скрывается, получив пулевое ранение, но успев перед этим исполосовать бритвой свинью в хлеву. Попытка местного браконьера Берга выследить преступника по следу на снегу ни к чему не приводит из-за сильной непогоды.
Вернувшись ни с чем, Берг произносит странные фразы, вроде: «кровь, кровь на снегу, на очень чистом снегу, красное на белом — это было очень красиво».
Через некоторое время пропадает и Берг. Жители деревни в панике отправляют людей за помощью в Клель, и оттуда прибывает жандармский капитан Ланглуа с солдатами. Ветеран Алжира, опытный в охоте на всяких хищников, и четвероногих и двуногих, Ланглуа организует патрулирование и запрещает одиночные перемещения по деревне. Один из крестьян нарушает предписание и пропадает в нескольких шагах от своего дома. Тело Берга найти не удается, но жандармы обнаруживают большое кровавое пятно на снегу, исклеванное птицами, и делают вывод, что браконьер не стал пассивной жертвой, но проиграл в схватке с более сильным противником.
С приходом весны 1844 года жандармы уезжают, но следующей зимой Ланглуа, взявший трёхмесячный отпуск, вновь прибывает в Авер, чтобы продолжить поиски серийного убийцы, который, по его мнению, с наступлением зимы должен снова выйти на охоту. Постепенно капитан начинает понимать логику действий преступника.

Потому что, как говорил он, ничего не делается по распоряжению Святого Духа. Если люди исчезают, значит, кто-то устраивает их исчезновение. Если кто-то устраивает их исчезновение, значит, у этого кого-то есть на то причины. Нам кажется, что причины нет, а для кого-то она есть. А раз причина есть, мы должны суметь ее понять. Я не считаю, что есть на свете какой-либо человек, настолько отличающийся от других, что у него имеются свои причины, совершенно непонятные всем остальным.
Вскоре один из крестьян случайно обнаруживает место, куда убийца прячет тела своих жертв, число которых тем днём выросло до четырёх, а затем следит за ним до самого дома, расположенного более чем в десяти километрах, в Шишильяне. Убийцей оказывается некий господин В. После этого Ланглуа собирает людей и окружает дом преступника, но отказывается передать этого человека в руки правосудия, под предлогом того, что его вину будет непросто доказать, раз он не взят с поличным. Выманив господина В. из дома, Ланглуа всаживает в него две пули, после чего в рапорте об отставке объясняет всё как несчастный случай, беря на себя вину за плохое состояние пистолетов.
Благодаря влиянию прокурора из Гренобля, по-видимому, посвящённого в детали дела, Ланглуа в 1846 году получает назначение на пост главного ловчего (commandant de louveterie) и поселяется в Авере, на постоялом дворе «У дороги», принадлежащем отставной кокотке из Гренобля по прозвищу «Сосиска».
Зимой в округе объявляются молодые волки, и какой-то очень крупный матёрый зверь, превосходящий интеллектом своих собратьев, устраивает резню в овчарне и конюшне. Ланглуа, обрадовавшись, что снова встретил достойного противника, устраивает пышную загонную охоту в долине Шаламон, с участием прокурора и других важных знакомых. Прижав хищника к отвесной скале, главный ловчий расправляется с ним, как до этого с господином В. — двумя пулями в живот.
Чтобы выяснить для себя некоторые психологические подробности, Ланглуа с двумя подругами наносит визит некой вышивальщице, перебравшейся в Ди из Шишильяна (по-видимому, жене господина В.), после чего просит друзей найти ему жену. Сосиска находит девушку из Гренобля, но выбор оказывается не очень удачным, и Ланглуа все больше погружается в неодолимую тоску. Попросив одну крестьянку обезглавить гуся, он выпускает птичью кровь на снег, долго смотрит на то, как красиво красное на белом, после чего возвращается к себе домой и закуривает вместо сигары динамитную шашку.

## О романе
Одно из самых мрачных и пессимистичных произведений Жионо было написано в Маноске 1 сентября — 10 октября 1946, в период создания «Гусара на крыше». Издание 1947 года было запрещено к продаже, поскольку автор, отсидевший в тюрьме несколько месяцев после освобождения Франции, находился в чёрном списке Национального комитета писателей, как коллаборационист и сторонник Виши. После снятия обвинений роман был переиздан в 1949 году.
Книга должна была открыть серию из двадцати романов-хроник, задуманных ещё перед войной, в 1937 году, когда у разочаровавшегося в прежних аграрно-пантеистических идеях писателя происходила переоценка ценностей. Осуществить замысел полностью не удалось, но «Король без развлечений» начал период позднего творчества Жионо, разительно отличавшегося от радостного воспевания сельского языческого быта, которому он посвятил молодость.
Роман имеет сложную структуру, поскольку рассказ ведётся в 1946 году от имени основного нарратора, собиравшего сведения в 1916-м, и перебивается повествованиями других лиц, в том числе Сосиски, рассказывавшей в 1868 году о событиях двадцатилетней давности. Текст содержит много недосказанностей, отвечая эстетическому принципу Жионо «Вещи никогда не видны полностью» (On ne voit jamais les choses en plein), весьма распространённому у писателей XX века.
Завораживающее изображение крови на снегу, являющееся своеобразным лейтмотивом романа, заимствовано у Кретьена де Труа из «Персеваля, или Сказания о Граале», на что содержится прямой намек в тексте.
Центральная тема произведения — обыденность Зла, таящегося в природе вещей и способного овладеть любым человеком сильной души, ставящим себя выше других. Отсутствие развлечений в горах в долгие зимние месяцы, когда небо почти сливается с землей, может заставить неординарных людей совершать странные и будоражащие кровь поступки, доводя до убийства или самоубийства.
Книга была экранизирована в 1963 году Франсуа Летерье, по сценарию Жана Жионо.
Русский перевод опубликован в 2002 году.

## Комментарии
1. ↑  «Проверьте; оставьте короля в одиночестве, без всякого удовольствия для чувств, без всякой заботы для ума, без общества и без развлечений, чтобы он размышлял о самом себе сколько душе его угодно, и вы увидите, что король без развлечений — несчастнейший из людей» (Мысли. Фр. 137 (142)
2. ↑  Вымышленное место. Под описание в романе больше всего подходит деревня Лалле
3. ↑  По его словам, в Алжире наибольшей проблемой были арабские боевики, переодетые женщинами
4. ↑  Анахронизм. Динамит запатентован только в 1867 году
5. ↑  Знаменитые три капли крови раненой птицы на снегу, напомнившие Персевалю лицо прекрасной Бланшефлор